# 1951年—1952年緬甸國會選舉
緬甸獨立後的第一次國會選舉從1951年6月一直進行到1952年4月。選舉的持續時間之所以如此之長是當時緬甸國內的衝突造成的 。
反法西斯人民自由同盟（AFPFL）贏取了60%的選票，並贏取了250個議席中的147個。這次選舉的投票率甚至不到20%，即在800萬登記選民中，只有150萬人投了票。這次選舉的投票率僅僅高過1920年代英國殖民政府舉行的一系列被杯葛的選舉。

## 結果
| 政黨                 | 所獲票數  | 得票率/% | 贏取席次 | +/-    |
| -------------------- | --------- | -------- | -------- | ------ |
| 反法西斯人民自由同盟 |           | 60       | 147      | ▲26    |
| AFPFL的政治盟友¹     |           |          | 52       | 新成立 |
| 人民民主陣線²        |           |          | 13       | 新成立 |
| 獨立若開議會黨團     |           |          | 6        | 新成立 |
| 大缅甸党             |           |          | 0        | 新成立 |
| 人民和平阵线         |           |          | 0        | 新成立 |
| 缅甸联盟同盟         |           |          | 0        | 新成立 |
| 联合钦自由同盟       |           |          | 0        | 新成立 |
| 無黨籍               |           |          | 15       | ▲13    |
| 懸缺                 | –         | –        | 11       | –      |
| 無效票               |           | –        | –        | –      |
| 合計                 | 1,500,000 | 100      | 250      | ▲40    |
| 登記選民/投票率      | 8,000,000 | 18.8     | –        | –      |
| 來源: Nohlen et al.  |           |          |          |        |

¹ 反法西斯人民自由同盟（AFPFL）的盟友包括緬甸社會主義黨、全緬甸農民組織、克欽全國代表大會、聯合克倫聯盟、欽族代表大會、聯合山地人民代表大會、全緬婦女自由聯盟和全緬甸貿易組織聯合會。
² 人民民主陣線是由緬甸工黨、緬甸愛國聯盟和緬甸民主黨組成的政治同盟。
這次選舉有五名羅興亞人當選為緬甸議會議員，其中包括兩位女議員其中之一Zura Begum。